# Штольберг-Штольберзьке графство
Штольберг-Штольберзьке графство (нім. Grafschaft Stolberg-Stolberg) — графство колишньої Священної Римської імперії, розташованої в південній частині гірського масиву Гарц. Столицею графства було місто Штольберг, сьогодні входить до складу Саксонія-Ангальт, Німеччина.